# Лояно
Лоя̀но (на италиански: Loiano, на местен диалект Lujàn, Луян) е малко градче и община в северна Италия, провинция Болоня, регион Емилия-Романя. Разположено е на 162 m надморска височина. Населението на общината е 4511 души (към 2010 г.).
В общинската територия се намира обсерватория.